# Hamengkubuwono VII

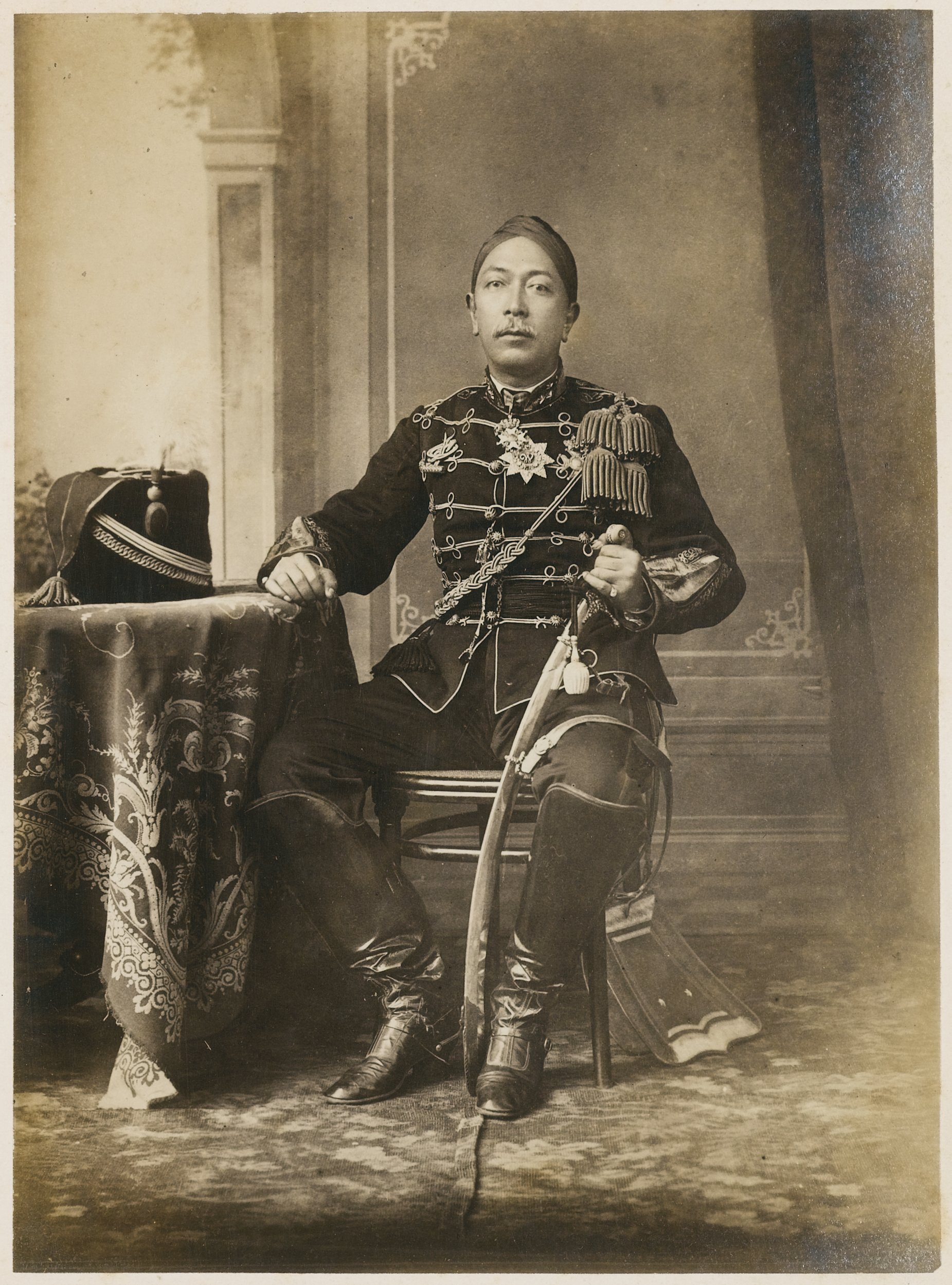
Hamengkubuwono VII door Kassian Céphas, 1885. Collectie KITLV.

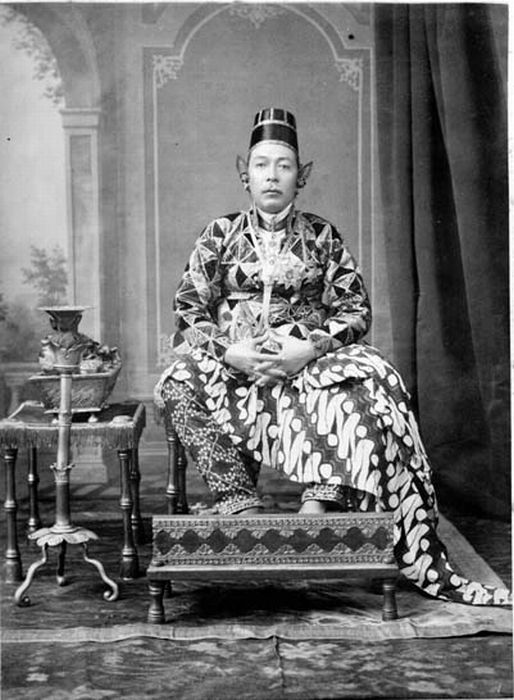
Hamengkubuwono VII door Kassian Céphas, 1870-1890. Collectie Wereldmuseum Amsterdam.

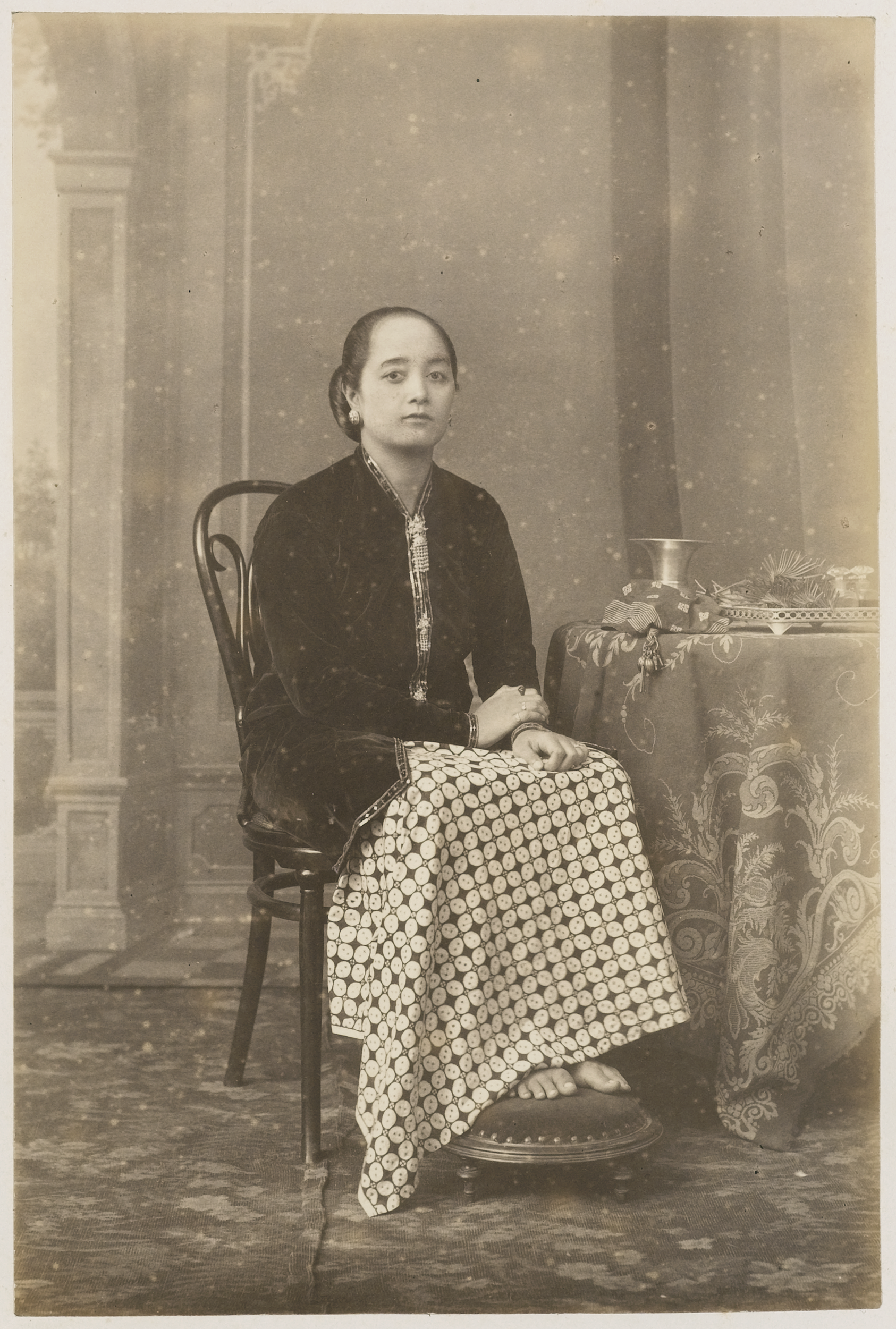
Ratu Angger, zuster van Hamengkubuwono VII, sultan van Yogyakarta in hoftenue, rond 1885

Hamengkubuwono VII (ook: Hamengkoeboewono VII) werd op 4 februari 1839 geboren in de kraton Yogyakarta Hadiningrat als Raden Mas Murtejo, een bastaard van Hamengkubuwono VI en Radin Ayu Sepuh, Gusti Kanjeng Ratu Sultan, Gusti Kanjeng Ratu Agung. Hij was een Javaanse vorst uit de dynastie der sultans van Yogyakarta. De vorst regeerde van 20 juli 1877 tot zijn abdicatie op 29 januari 1921 als "zelfbestuurder" in zijn aan Nederland onderworpen koninkrijk. Hij werd bijgestaan, in feite gecontroleerd, door een Nederlandse gouverneur.
De bastaard werd in 1872 geadopteerd door Hamengkubuwono VI en diens vrouw Ratu Kinchana, die daarmee zijn stiefmoeder en moeder werd.
De volledige titel van de vorst, die sinds 8 februari 1878 ook de hoge rang van honorair generaal-majoor in het Koninklijk Nederlandsch-Indisch Leger bekleedde, was Zijne Hoogheid Sampeyan Dalam ingkang Sinuhun Kanjeng Sri sultan Hamangkubuwono VII Senapati ing Alaga Ngah 'Abdu'l-Rahman Saiyid ud-din Panatagama Khalifatu'llah ingkang Yumeneng Kaping [sultan Ngabehi], sultan van Yogyakarta.
Zoals de andere Javaanse zelfregeerders was ook Hamengkubuwono's macht beperkt door verdragen en bestuursakkoorden met Nederland. De gouverneur-generaal van Nederlands-Indië was in de bloemrijke termen van het koloniale protocol "Zijn Grootvader" en hij was diens "kleinzoon". De Nederlands-Indische regering had in Yogyakarta een Nederlandse gouverneur aangesteld die als de "Oudere Broer" gearmd met de sultan, de "Jongere Broer" liep en ook naast hem plaatsnam. Onder de Javaanse bevolking bestond veel ontzag voor de sultan van Yogyakarta en voor zijn met magie omgeven kraton.
In 1872 werd de latere Hamengkubuwono VII geïnstalleerd als kroonprins met de titel Kanjeng Gusti Pangeran Adipati Anum Amangku Negara Sudibya Rajaputra Nalendra ing Mataram. Na de dood van zijn vader op 20 juli 1877 werd Hamengkubuwono VII op 22 december op de troon van Jogjakarta geïnstalleerd. Hij regeerde onder Nederlandse controle van 1877 tot 1921.
Zoals de andere mohammedaanse Javaanse vorsten was ook Hamengkubuwono VII polygaam. Hij huwde in 1856 met Bandara Radin Ajeng Sukina/Bandara Radin Ajeng Mangkubumi een dochter van Hamengkubuwono V, maar dat huwelijk werd in 1859 ontbonden. Er volgden nog 17 huwelijken. De vorst verwekte 48 kinderen.
Hamengkubuwono VII was commandeur in de Orde van de Nederlandse Leeuw en grootofficier in de Orde van Oranje-Nassau. De koning van Siam decoreerde zijn standgenoot in 1866 met het Grootkruis in de Kroonorde van Thailand.
De sultan droeg sinds 22 maart 1910 ook het commandeurskruis Ie Klasse van de Orde van Hendrik de Leeuw van het Groothertogdom Brunswijk.
Tijdens zijn bewind werden in het koninkrijk Yogyakarta landbouwhervormingen doorgevoerd. Daarbij stond de Nederlandse gouverneur Johannes Bijleveld hem bij. De latere gouverneur-generaal van Nederlands-Indië, Hubertus van Mook, was een van de met de hervormingen belaste ambtenaren.
Hamengkubuwono VII overleed op 30 december 1931 in de Kraton.
De zeventien suikerfabrieken die tijdens de regering van Hamengkubuwono VII op zijn land werden gesticht, brachten hem enorme inkomsten aangezien alle grond in het sultanaat zijn bezit was. Hij werd daarom wel "Sultan Sugih", ofwel "Rijke koning", genoemd. De vorst moderniseerde Yogyakarta en liet daar een Europese lagere school stichten. Daar werden ook enige van zijn 31 zonen naartoe gestuurd. Daarnaast zond hij zonen voor een Europese opleiding naar Nederland. De 28 dochters bleven in Indië.

## De opvolging en de abdicatie
De vijfde, zevende, achtste en negende zoon van Hamangkubuwono VII en Gusti Kanjeng Ratu Mas (? - 1892), verheven tot Padmi in 1883, dochter van Kanjeng Radin Tumenggong Jaya di-Pura or of Pangeran Suriya di-ning Rat waren achtereenvolgens troonopvolger.
De vijfde zoon, kroonprins luitenant-kolonel Gusti Radin Mas Akadiyat/Kanjeng Gusti Pangeran Adipati Anum Amangku Negara (1873 - april 1893), zoon van Hamengkubuwono VII en zijn tweede echtgenote Gusti Kanjeng Ratu Mas, werd op 5 maart 1883 verheven tot troonopvolger en kreeg de titels Kanjeng Gusti Pangeran Adipati Anum Amangku Negara Sudibya Rajaputra Nalendra ing Mataram. Maar de kroonprins stierf al op twintigjarige leeftijd.
De volgende kroonprins, Gusti Radin Mas Pratista/Kanjeng Gusti Pangeran Adipati Jumina, de zevende zoon van Hamengkubuwono VII en zijn tweede echtgenote Gusti Kanjeng Ratu Mas, werd op 9 november 1893 geïnstalleerd als troonopvolger met de titels Kanjeng Gusti Pangeran Adipati Anum Amangku Negara Sudibya Rajaputra Nalendra ing Mataram, maar al op 11 november 1895 weer als kroonprins afgezet. De reden die gegeven werd, was een "geestelijke stoornis".
De achtste zoon, kolonel Kanjeng Gusti Radin Mas Putra/Kanjeng Gusti Pangeran Adipati Anum Amangku Negara , ook een zoon van Hamengkubuwono VII en zijn tweede echtgenote Gusti Kanjeng Ratu Mas werd in 1895 geïnstalleerd als troonopvolger met de titels of Kanjeng Gusti Pangeran Adipati Anum Amangku Negara Sudibya Rajaputra Nalendra ing Mataram, maar hij stierf al in 1913. Hij en zijn echtgenote Radin Ayu Amangku Negara hadden jonge kinderen, van wie géén hun grootvader opvolgde.
De negende zoon, Gusti Radin Mas Sujadi/Gusti Pangeran Arya Purbaya, ook een zoon van Hamengkubuwono VII en zijn tweede echtgenote Gusti Kanjeng Ratu Mas werd in in 1880 geboren en in 1895 geïnstalleerd als troonopvolger met de titels of Kanjeng Gusti Pangeran Adipati Anum Amangku Negara Sudibya Rajaputra Nalendra ing Mataram. Hij volgde zijn vader na diens abdicatie op 29 januari 1929 op.
De troonsafstand is met raadsels omringd, Raden Akhadiyat, zoon van Hamengkubuwono VII en zijn veertiende echtgenote Bandara Radin Ayu Srengkara Adinindia was vlak voor de troonsafstand plotseling gestorven. Deze prins zou als opvolger worden aangewezen, maar volgens de geruchten was hij sterk anti-Nederlandsgezind. De Nederlandse autoriteiten zouden een hand in zijn plotselinge dood hebben gehad. In de gesloten wereld van de kraton met zijn vele koninginnen, bijvrouwen, concubines en prinsen werd om de macht gevochten.
Hamengkubuwono VII trok zich terug in de Pesanggrahan Ngambarrukma buiten de kraton van Yogyakarta. Hij was volgens sommige bronnen een mohammedaanse heremiet, een "madeg pandito" geworden. Hij volgde daarmee het voorbeeld van zijn in 1892 geboren 21e zoon, Bandara Radin Mas Kudiamaji/Bandara Radin Arya Suriya Mantaraman/Bandara Pangeran Arya Suriya Mantaraman, die zich ook uit de wereld had teruggetrokken en zich vervolgens Kyai Ageng Suriyamantaram noemde.
Hamengkubuwono VII werd bijgezet in de rond 1920 gebouwde Saptorenggo Yogyakarta, een complex van drie mausolea op de heilige "sneeuwberg" Imagiri.